# El gendarme desconocido
El gendarme desconocido es una película de comedia mexicana de 1941 dirigida por Miguel M. Delgado y protagonizada por Mario Moreno «Cantinflas», Mapy Cortés, Gloria Marín y Daniel «Chino» Herrera. Esta es la primera película de Cantinflas en la que interpreta a un personaje llamado Agente 777, número que reaparecería posteriormente (aunque es ambiguo si representa al mismo personaje) en las dos películas, El bombero atómico (1952) y El patrullero 777 (1978).

## Argumento
Un grupo de atracadores tiene en vela a las autoridades de la ciudad tras el último robo que han cometido en un banco, donde han intentado robar el diamante imperial.
Doña Joaquina (Consuelo Guerrero de Luna), es la dueña de la cafetería "La Sargento", donde Amparo (Gloria Marín), su hija, trabaja como mesera y es novia del Chato (Cantinflas), quien según Doña Joaquina, es un holgazán. Una mañana, mientras el Chato se encuentra en juegos de azar en la cafetería, entran unos sujetos a desayunar, quienes ponen incómoda a Amparo; ella va a quejarse con su madre a quien tampoco le dan buena espina. Chato, buscando demostrar su valentía, confronta a los sujetos, lo que termina en un enfrentamiento a golpes con los mismos, el cual se detiene cuando llega la policía y detienen a todos.
En la comisaría, los sujetos están a punto de quedar libres, pero uno de los policías que estuvo en el último atraco los reconoce, así que el comandante Bravo (Daniel "Chino" Herrera) manda a detenerlos inmediatamente. El Chato afirma que él sólo los detuvo; el comandante, para formar parte activa de la detención, menciona que el Chato es un agente especial. Al día siguiente, el acto heroico realizado por el Chato se da a conocer en los periódicos de la ciudad, a quien ahora se refieren como el Agente 777.
El jefe de los atracadores sigue ideando planes para robar el diamante imperial, es informado por uno de sus aliados sobre la detención de sus compañeros por parte del Agente 777, por lo que manda a poner una bomba en el sótano de la cafetería de Amparo donde se sabe que todos los días a las doce, el Agente 777 va a almorzar. Un niño que ve cómo los dos hombres colocan la bomba en el sótano le avisa al Agente 777 sobre la misma, quien se encarga de llevarla a la comandancia para avisar sobre la explosión de la bomba. Sin embargo, en el camino se distrae y pierde de vista la bomba, ese descuido hace que el comandante Bravo expulse al Agente 777 del cuerpo policial.
Las autoridades de la ciudad planean atrapar a los atracadores, quienes continúan intentando hacerse con el diamante imperial, por lo que se les ocurre hacer pasar al Agente 777 por el «rey de los diamantes», el propietario del diamante imperial, para burlar a los atracadores y por fin arrestarlos. El plan se lleva a cabo y el Agente 777, tomando el lugar del «rey de los diamantes», se hospeda en un lujoso hotel, donde conoce a la Criollita (Mapy Cortés), quien es una infiltrada de los atracadores y lo seduce con la finalidad de robar el diamante.
El Agente 777 finalmente le confiesa a la Criollita que él no es el verdadero «rey de los diamantes», y ella, quien ha comenzado a sentir cierto afecto por él, le confiesa lo que está a punto de ocurrir, pero en ese momento llegan los atracadores, quienes se enteran de la verdad y obligan al Agente 777 que los lleve con el verdadero «rey de los diamantes», quien se encuentra con la policía. Al mismo tiempo, el Comandante Bravo, Amparo y su madre Doña Joaquina comienzan a buscar al Agente 777 por distintas razones, para terminar encontrándose en la misma dirección. Todos los malentendidos se juntan, pues quien vendió el diamante también resulta un atracador, se exige el dinero de vuelta; se producen varios enfrentamientos donde finalmente el Agente 777 vuelve a correr con suerte y recupera todo el dinero para terminar siendo ascendido en el cuerpo policial como sargento.

## Reparto
- Mario Moreno «Cantinflas» como El Chato/Agente 777/El Rey de los Diamantes.
- Mapy Cortés como La Criollita.
- Daniel «Chino» Herrera como Comandante Bravo.
- Gloria Marín como Amparo.
- Julio Villarreal como Jefe de policía.
- Agustín Isunza como Sargento.
- Carlos López Moctezuma como Matías Luis Riquelme.
- Luis G. Barreiro como Empleado de hotel.
- Consuelo Guerrero de Luna como Doña Joaquina.
- Carolina Barret como Cabaretera.
- Amparo Arozamena como Esposa de enfermo.
- Estanislao Schillinsky como Gerente de hotel (como Estanislao Schilinsky).
- Alfredo Varela "Varelita" como Bermúdez.
- Eduardo Arozamena (no acreditado).
- Alfonso Bedoya como Greñas (no acreditado).
- Narciso Busquets como Niño (no acreditado).
- Enrique Carrillo como Borracho en comisaria (no acreditado).
- Roberto Cañedo como Extra (no acreditado).
- Roberto Corell como Cliente francés en hotel (no acreditado).
- Joaquín Coss como Profesor Melo (no acreditado).
- Fernando Curiel como Empleado de hotel (no acreditado).
- Manuel Dondé como Vagabundo (no acreditado).
- Pedro Elviro como Secuaz de Riquelme (no acreditado).
- Enrique García Álvarez como Señor Bustamante (no acreditado).
- Juan García «El Peralvillo» como Chusma (no acreditado).
- Rafael Hernández (no acreditado).
- Alfonso Jiménez (no acreditado).
- Max Langler como Policía (no acreditado).
- Amanda del Llano como Muchacha en restaurante de hotel (no acreditada).
- José Elías Moreno como Catrín bailando en restaurante (no acreditado).
- Rubén Márquez como Hombre bailando en hotel (no acreditado).
- Óscar Pulido (no acreditado).
- Humberto Rodríguez como Vendedor de plumas (no acreditado).
- Arturo Soto Rangel como Médico (no acreditado).
- Manuel Sánchez Navarro como Mequiades de la Peña y Peña (no acreditado).
- María Valdealde como Mujer mayor en restaurante de hotel (no acreditada).
- Armando Velasco como Secuaz de Riquelme (no acreditado).